# Young Shakespeare
| Recensione         | Giudizio |
| ------------------ | -------- |
| Off Topic Magazine | Positivo |

Young Shakespeare è un album dal vivo del musicista statunitense-canadese Neil Young, pubblicato nel 2021 ma registrato nel 1971.

## Tracce
1. Tell Me Why – 2:36
2. Old Man – 4:08
3. The Needle and the Damage Done – 3:47
4. Ohio – 3:02
5. Dance Dance Dance – 2:26
6. Cowgirl in the Sand – 4:21
7. A Man Needs a Maid/ Heart of Gold – 6:55
8. Journey Through the Past – 3:34
9. Don't Let It Bring You Down – 2:56
10. Helpless – 3:49
11. Down by the River – 4:12
12. Sugar Mountain – 8:40